# Супербрати Маріо
«Супербрати Маріо» (англ. Super Mario Bros) — американський кінофільм 1993 року, знятий за мотивами відеоігор з участю персонажів Маріо і Луїджі. Назва фільму запозичена з відеогри 1985 року Super Mario Bros. Сюжет фільму, за винятком імен ключових персонажів і окремих ситуацій, не збігається з її сюжетом. Внесений до Книги рекордів Гіннеса як перший художній фільм з живими акторами, заснований на відеогрі.
Фільм зображає пригоди братів Маріо та Луїджі, які опиняються в паралельному світі. Тамтешній тиран Купа прагне заволодіти уламком метеорита, яким володіє принцеса Дейзі, щоб захопити Землю. Маріо та Луїджі стають на захист принцеси та обох світів.
Створення фільму супроводжувалося численними проблемами, зміною режисерів, сценаристів, багаторазовим переписуванням сценарію та інцидентами на знімальному майданчику. Фільм зазнав нищівної критики та став касовим провалом. Попри те, з часом він набув статусу неординарного творчого експерименту.

## Сюжет
Після падіння метеорита на Землю 65 мільйонів років тому світ розділився на дві паралельні реальності. Вцілілі динозаври вижили в іншому вимірі, де еволюціонували в людей і заснували місто Диногеттен. У нашому світі в 1973 році невідома жінка залишає велике яйце на порозі католицького сиротинця. З яйця потім вилуплюється дівчинка, а в колисці біля неї лежить уламок каменя.
Через двадцять років італоамериканські брати Маріо Маріо та Луїджі Маріо, які працюють сантехніками в Брукліні, опиняються під загрозою звільнення через будівництво компанії Ентоні Скапеллі. Луїджі зустрічає Дейзі, студентку археології Нью-Йоркського університету, яка показує йому кістки динозаврів під Бруклінським мостом. Люди Скапеллі хочуть знищити цю цінну знахідку, щоб пошвидше продовжити будівництво. В той же час Дейзі розшукують Іггі та Спайк — поплічники диктатора Купи зі світу динозаврів. Вони помилково викрадають п'ятьох інших дівчат, у тому числі дівчину Маріо — Даніеллу. Дейзі випадково знайомиться з Маріо та Луїджі, в яких переховується від переслідувачів. Пізніше найманці Скапеллі намагаються затопити розкопки. Маріо та Луїджі виправляють це, але Іггі та Спайк викрадають Дейзі й затягують її до свого світу. Брати переслідують їх і опиняються в Диногеттені. Камінь, який Дейзі носила з собою, невдовзі викрадає Велика Берта.
Маріо та Луїджі схоплює поліція. Купа відвідує їх і розпитує про камінь. Дізнавшись, що його загублено, Купа наказує віддати братів на дееволюцію. Спершу процедуру проходить вуличний музикант Тоад, якого перетворюють на нерозумного гумбу. Коли надходить черга братів, їм вдається втекти і викрасти поліцейський автомобіль. Але потім вони в'їжджають у тунель і ледь не розбиваються, випавши в пустелі. Рятує їх лише те, що авто зачіпляється за зарості грибниці, що росте повсюди.
Дейзі приводять до Купи, котрий розповідає, що вона дочка тутешньої королеви. Купа захопив трон, перетворив короля на гриб, а королева втекла до Брукліна, забравши уламок метеорита, здатний відкривати прохід між світами. Купа обіцяє покарати Іггі та Спайка, та насправді підвищує їм інтелект. Вони йдуть повернути уламок і знаходять Маріо з Луїджі, проте вирішують, що керувати силою каменя зможе тільки Дейзі як законна спадкоємиця. Тож вони відводять братів до бару, в якому працює викидайлом Велика Берта. Маріо відволікає її та викрадає камінь. Із братом він потім переодягається в форму техпрацівників, набуваючи знайомого за відеоіграми образу.
Дейзі перебуває в хмарочосі Купи, де знайомиться з ручним динозавром Йоші. Ревнива коханка Купи, Ліна, безуспішно намагається вбити Дейзі, але завдяки втручанню Йоші Дейзі вдається втекти. Вона потім рятує Тоада і зустрічає Маріо з Луїджі, котрі прийшли її визволяти. Купа, думаючи, що камінь у Маріо, намагається його вбити. Маріо дослухається до поради Луїджі взяти бомбочку, застряглу в грибниці, та запускає її в Купу. Бомбочка, однак, рухається дуже повільно. Дейзі знаходить інших викрадених дівчат і разом вони за порадою Маріо тікають.
Камінь тим часом відбирає Ліна та несе до метеорита. Але її сил не вистачає, щоб контролювати прохід між світами, і розряд енергії з метеорита спопеляє її. Два світи проте зливаються, що переносить Купу та Маріо в Бруклін. Купа стріляє в Маріо дееволюційною зброєю, та той прикривається грибом. Промінь зі зброї влучає в Скапеллі, що перетворюється на мавпу. Луїджі та Дейзі виймають уламок з метеорита і світи знову розділяються. Бомбочка вибухає, закидаючи Купу в чан. Озброївшись дееволюційними гарматами, Маріо та Луїджі перетворюють його на динозавра, а потім на первісний слиз. Батько Дейзі повертає собі людський вигляд, жителі Диногеттена святкують перемогу над тираном. Дейзі вирішує залишитися в Диногеттені та цілує Луїджі на прощання, після чого відкриває йому та Маріо прохід у Бруклін.
За три тижні братів Маріо проголошують героями. Маріо зустрічається з Даніеллою, коли несподівано до їхнього будинку вривається озброєна Дейзі та просить допомогти їй у новій пригоді.

## У ролях
- Боб Госкінс — Маріо Маріо
- Джон Легуізамо — Луїджі Маріо
- Денніс Гоппер — король Боузер Купа
- Саманта Метіс — принцеса Дейзі
- Фішер Стівенс — Іггі
- Річард Едсон — Спайк
- Фіона Шоу — Ліна
- Дена Камінські — Даніелла
- Джанні Руссо — Антоні Скапеллі
- Франческа Робертс — Велика Берта
- Моджо Ніксон — Тоад
- Ленс Генріксен — король

## Саундтрек
1. «Almost Unreal» — Roxette
2. «Love Is the Drug» — Divinyls (кавер-версія на пісню Roxy Music)
3. «Walk the Dinosaur» — The Goombas (кавер-версія на пісню Was (Not Was))
4. «I Would Stop the World» — Charles and Eddie
5. «I Want You» — Marky Mark
6. «Where Are You Going?» — Extreme
7. «Speed of Light» — Joe Satriani
8. «Breakpoint» — Megadeth
9. «Tie Your Mother Down» — Queen
10. «Cantaloop (Flip Fantasia)» — Us3
11. «Don't Slip Away» — Tracie Spencer
12. «2 Cinnamon Street» — Roxette

## Створення
У 1990 році студія Universal Pictures випустила фільм «Чарівник» із Фредом Севіджем і Крістіаном Слейтером у головних ролях, який розповідав про відеогру, і компанія Nintendo продала Universal за $100 тис. ліцензію на використання свого логотипу, франшиз і відеоігрових кадрів. Того ж року Білл Вайт, тодішній директор із реклами та зв'язків із громадськістю Universal, замислився про екранізацію гри про Маріо з дозволу засновника Nintendo of America та колишнього президента Мінору Аракави.
Nintendo планувала залучити незалежних режисерів Джейка Ебертса та Роланда Жоффе, номінованих на «Оскар» за фільми «Поля смерті» та «Місія». Жоффе хотів зосередитися на продюсуванні та найняв режисера Грега Бімана, відомого за фільмом «Ліцензія на водіння». Цей факт не сподобався дистриб'юторам, і вони відмовилися розповсюджувати в такому разі фільм. У Nintendo не могли дійти згоди щодо тону фільму, тому були найняті сценаристи Джим Дженневайн і Том С. Паркер, чия популярність тоді саме зростала. Їхній сценарій мав легкий підхід, поєднуючи елементи казки з сучасним гумором. Сценарій дуже сподобався Nintendo та продюсерам, але спочатку він був призначений для режисера Грега Бімана. Наступними сценаристами найняли Паркера Беннета й Террі Ранта, знаними за трилером/комедією «Таємниче побачення», До проєкту долучилися Роккі Мортон і Анабель Янкель, що були британськими режисерами музичних відео, які також стояли за створенням телешоу про Макса Гедрума. На загальний подив, їхній варіант із елементами наукової фантастики сподобався Nintendo, продюсерам і режисерам.
Перший сценарій фільму про братів Маріо надіслав Мортону та Янкель співавтор сценарію «Людини дощу» Баррі Морроу. Вважаючи його надто дитячим, Мортон потім запропонував похмурішу, суворішу історію походження братів Маріо. Мортон вірив, що авдиторія гри збігатиметься з авдиторією фільму, що гарантує успіх. Мортон і Янкель хотіли створити щось у дусі «Мисливців на привидів». Рішення було негативно сприйняте Nintendo. Також спонсори зауважували, що знімання фільму надто довго відкладається. Через дедалі більший тиск з боку спонсорів режисери звільнили Беннетта та Ранта, а найняли Діка Клемента й Яна Ла Френе, щоб вони ще раз переписали сценарій. Саме за їхньою версією були підібрані актори. Після кастингу зйомки мали відбутися через два місяці в Північній Кароліні, але Ебертс і Жоффе були стурбовані тим, що сценарій вийшов надто похмурим і не схожим на веселий і химерний світ відеоігор, в чому звинуватили Мортона і Янкель. Щоб випустити фільм за графіком, вони найняли двох сценаристів, Еда Соломона (відомого за фільмом «Дивовижні пригоди Білла і Теда») і Раяна Роу («Тейпхеди») без відома Мортона чи Янкель, щоб зробити сценарій веселішим і безтурботнішим. Художником-постановником виступив Девід Снайдер, відомий роботою над «Той, хто біжить по лезу», костюми створив Джозеф Порро, музику написав композитор Алан Сільвестрі.
Дізнавшись про зміни в сценарії, багато акторів вирішили відмовитися від ролей. Довелося знову найняти Беннетта та Ранта, котрим і приписують авторство сценарію, але вони також були посередниками між продюсерами, акторами та режисерами. Зміни в сценарії відбувалися настільки швидко, що актори не запам'ятовували свої репліки. Боб Госкінс і Джон Легуізамо регулярно вживали через це алкоголь. Легуізамо зламав палець Госкінзу під час трюку, і той мусив до кінця зйомок носити гіпс. Актори Річард Едсон і Фішер Стівенс, які грають Спайка та Іггі відповідно, відмовилися від сценарію і імпровізували всі свої репліки в фільмі. Знімальна команда й статисти часто сварилися. Виробництво затягнулося з десяти тижнів до п'ятнадцяти, а кошторис значно перевищився. Мортону та Янкель не дозволили виконувати перезйомки сцен і заборонили доступ до монтажної кімнати.
Боб Госкінс, і Денніс Гоппер стверджували, що це був єдиний фільм, про який вони шкодували у своїй кар'єрі. Nintendo ніколи публічно не говорила про цей фільм.